# Edward Jay Epstein
Pour les articles homonymes, voir Edward Epstein.
Edward Jay Epstein, né le 6 décembre 1935 à New York et mort dans la même ville le 9 janvier 2024, est un écrivain américain, journaliste d'investigation et professeur en sciences politiques.

## Biographie
Diplômé de l'Université Cornell en 1966, il écrit le livre Inquest (publié en français sous le titre Le Rapport Epstein), un des premiers ouvrages à faire une critique détaillée des dysfonctionnements de la Commission Warren dans le cadre de l'assassinat du président américain John F. Kennedy. À l'origine, c'est une thèse en sciences administratives sur le fonctionnement des organisations gouvernementales. Il utilise la Commission Warren comme étude de cas. Il recueillit des témoignages des différents membres et collaborateurs de la commission, notamment dans une série d'entretien avec l'un des conseillers Wesley Liebeler (en), et mit au jour les lacunes dans son fonctionnement. Il souligna le manque d'assiduité des membres, l'influence et le contrôle de l'enquête par les conseillers J. Lee Rankin (en) et Arlen Specter, et la restriction des informations par le FBI. Epstein a écrit deux autres ouvrages sur ce sujet qui furent ultérieurement regroupés sous le titre  The Assassination Chronicles: Inquest, Counterplot, and Legend (1992).
Ses livres Legend (1978) et Deception (1989) se sont appuyés sur des entretiens avec James Angleton, chef du service de contre-espionnage de la CIA à la retraite. Par la suite, Epstein s'est intéressé aux aspects de l'entreprise du divertissement d'Hollywood. Sa biographie de l'industriel américain Armand Hammer, Dossier: The Secret History of Armand Hammer, publiée en 1996, fut récompensée par le Financial Times Book Award. 
Professeur de sciences politiques au Massachusetts Institute of Technology, puis à l'Université de Californie à Los Angeles, il s'est fait une spécialité des questions de contre-espionnage et des affaires de conspirations. Il s'est, entre autres, penché sur les tentatives d'assassinat de Fidel Castro, sur les attentats du 11 septembre, la mort de Muhammad Zia-ul-Haq et en 2011 sur l'affaire Dominique Strauss-Kahn.

## Publications
- Le rapport Epstein contre-enquête sur le rapport warren et l'assassinat du Président Kennedy édition Robert Laffont 1966 (titre original: Inquest The Warren Commission and the Establishment of Truth)
- Counterplot (1968)
- News from Nowhere. Television and the News (1973)
- Between Fact and Fiction: The Problem of Journalism (1975)
- Agency of Fear: Opiates and Political Power in America (1977)
- Cartel (1978)
- Legend: The Secret World of Lee Harvey Oswald (1978)
- The Rise and Fall of Diamonds: The Shattering of a Brilliant Illusion (1982)
- Deception: The Invisible War Between the KGB & the CIA (1989)
- The Assassination Chronicles: Inquest, Counterplot, and Legend (1992)
- Dossier: The Secret Life of Armand Hammer (1996)
- The Big Picture: Money and Power in Hollywood (2000)
- The Hollywood Economist: The Hidden Financial Reality Behind the Movies (2010)